# Clé 2: Yellow Wood
Clé 2: Yellow Wood — перший спеціальний альбом та другий мініальбом серії Clé. Він вийшов на цифрових та фізичних носіях 19 червня 2019 року JYP Entertainment та був розповсюджений через Dreamus. У червні було продано 123,903 фізичних копій.
До альбому увійшло три нових композиції та чотири композиції «Mixtape», які вийшли на CD у чотирьох попередніх мініальбомах. Це останній альбом над яким Stray Kids працювали в оригінальному складі. Перед випуском Clé: Levanter, Уджин покинув гурт.

## Просування

### До релізу
4 червня 2019 року JYP Entertainment трейлер до альбому Clé 2: Yellow Wood з інформацією про дату релізу: 19 червня 2019. З 7 по 11 червня 2019 були опубліковані групові, командні та індивідуальні фото тизери учасників Stray Kids.
Інтро до нового мініальбому вийшло 13 червня, а наступного дня вийшов Unveil до «Mixtape Spin-off» в якому були поєднанні усі чотири Mixtape, що вийшли в попередніх альбомах. 15 та 16 червня були опубліковані Unveil до інтро композиції «밟힌 적 없는 길 (Road Not Taken)» та «별생각(TMT)», відповідно. Відео тизери до заголовної композиції вийшли 17 та 19 червня, другий вийшов опівночі у день релізу, а Unveil до нього вийшов напередодні.
|                                                                    |                                                                    | | |                                                                                        |                                                                                 |                                                                                    |
|                                                                    | Публікація трейлеру до мініальбому Clé 2: Yellow Wood              | | Публікація списку композицій у двох варіантах з різними вступними історіями                                                                                             | Публікація індивідуальних фото тизерів учасників (Тип А, В): Бан Чан, Хьонджин, Фелікс | Публікація індивідуальних фото тизерів учасників (Тип А, В): Лі Ноу, Хан, Ай'Ен | Публікація індивідуальних фото тизерів учасників (Тип А, В): Уджин, Чанбін, Синмін |
| 4 червня                                                           | 5 червня                                                           | 6 червня | 7 червня | 8 червня                                                                               | 9 червня                                                                        |                                                                                    |
| Публікація групових фото тизерів учасників (Тип А, В)              | Публікація командних фото 3:3:3, 4:5 тизерів учасників (Тип А, В)  | | Публікація відео [INTRO «Clé 2: Yellow Wood»] | Публікація Unveil до «Mixtape Spin-off»                                                | Публікація Unveil до інтро композиції «밟힌 적 없는 길 (Road Not Taken)»        | Публікація Unveil до композиції «별생각 (TMT)»                                     |
| 10 червня                                                          | 11 червня                                                          | 12 червня | 13 червня | 14 червня                                                                              | 15 червня                                                                       | 16 червня                                                                          |
| Публікація тизеру до заголовної композиції «부작용 (Side Effects)» | Публікація Unveil до заголовної композиції «부작용 (Side Effects)» | Реліз шостого мініальбому Clé 2: Yellow Wood Публікація другого тизеру до головного треку «부작용 (Side Effects)» Публікація музичного відео до «부작용 (Side Effects)» | Реліз шостого мініальбому Clé 2: Yellow Wood Публікація другого тизеру до головного треку «부작용 (Side Effects)» Публікація музичного відео до «부작용 (Side Effects)» |                                                                                        |                                                                                 |                                                                                    |
| 17 червня                                                          | 18 червня                                                          | 19 червня | 19 червня |                                                                                        |                                                                                 |                                                                                    |

### Після релізу
У ході своїх промоцій Stray Kids виступили на M Countdown, Show! Music Core, Inkigayo, Show Champion та Music Bank з заголовною композицією «부작용 (Side Effects)».
24 червня 2019 вийшло перформанс відео до заголовної композиції, а 26 — відео зі знімання музичного кліпу. 1 липня вийшов кліп до «별생각(TMT)». 27 липня Stray Kids виступили із заголовною композицією на К-Рор фестивалі у Ульсані.

## Про альбом
Clé 2: Yellow Wood — другий мініальбом із серії Clé. Попереду їх чекає, нове, невідоме їм раніше місце, куди Stray Kids і направляються. І цим новим місцем є Yellow Wood (укр. «жовтий ліс»). Це особливе місце де вони розповідають історії і діляться своїми думками. Окрім нових композицій, в цей реліз ввійшли Mixtape#1-4, які раніше вийшли тільки на CD носіях.
Yellow Wood — нове місце, яке безпосередньо пов'язане з лабіринтом. Це є їхній наступний пункт призначення після «Miroh», нове місце яке Stray Kids мають відвідати.
«밟힌 적 없는 길 (Road Not Taken)» (укр. «шлях, яким ніхто не йшов») розповідає про хвилювання учасників, вони не знають, що чекає їх на новому шляху, але всеодно, Stray Kids, на нього ступають. І хоч спочатку вони заблукали на своєму шляху, і часом виникало бажання здатися, вони продовжують йти, довірившися компасу. Борючись зі страхом невідомості, Stray Kids роблять крок за лінію і вирушають далі без жалю та не оглядаючись.
«부작용 (Side Effects)» — кожна людина проходить через важкі моменти у житті. Навіть коли ти маєш неймовірну впевненість у справі за яку берешся, щось все одно може піти не так. Результати, яких бажаєш, ніколи просто так не з'являться перед тобою. Завжди є вибір. І нам зазвичай здається, що зробити вибір дуже просто. Але будучи початківцями, які не знають, що їх може очікувати на цьому шляху, на нас починають впливати «побічні ефекти» будь-якого вибору. «А якби я вибрав інший шлях?», «Було б все простіше, якби я вчинив по-іншому?», «Став би більш успішним?», — нас поглинають такого роду думки. Не дивлячись на труднощі, з якими стикається кожен, Stray Kids мають надію, що ніхто не здасться. Є причини, по якій ви обрали той чи інший шлях. Нею стали ваші цілі, ваші мрії. І це нормально, коли ви маєте таке відчуття наче ваша «голова болить» від певного ряду труднощів. І не має нічого поганого, якщо ви трохи відпочинете, аби позбутися головного болю. 
«별생각 (TMT)» (укр. «зоряна думка») — це пісня у жанрі хіп-хопу, яка розповідає про неспокійні почуття щодо труднощів та негараздів, навіть коли ви готові до невдач. У композиції Stray Kids порівнюють мрії з віддаленими зірками, вони хочуть стати яскравими зорями, але їх серце стривожене чимось. Значення виразу «별생각» у Кореї — чим більше зірок на небі, тим більше думок у твоїй голові. Твої цілі та мрії так високо у небі, наче вони зірки. І дістатися до них дуже важко. Є так багато речей, які вони хочуть, і все одно вони наче віддаленні зірки на нічному небі.

## Список композицій та усіх кредитів до них
Кредити до пісень були взяті з сайту MelOn.
| #  | Назва                              | Автор слів | Автор музики                                | Аранжування                 | Тривалість |
| -- | ---------------------------------- | ---------- | ------------------------------------------- | --------------------------- | ---------- |
| 1. | «Road Not Taken» (밟힌 적 없는 길) | 3Racha     | Matthew Tishler Andrew Underberg Crash Cove | Matthew Tishler Crash Cove  | 1:36       |
| 2. | «Side Effects» (부작용)            | 3Racha     | 3Racha TAK 1Take                            | TAK 1Take                   | 3:14       |
| 3. | «TMT» (별생각)                     | 3Racha     | 3Racha TIME Grvvity                         | TIME Grvvity                | 3:27       |
| 4. | «Mixtape#1»                        | Stray Kids | 3Racha Уджин                                | collapsedone                | 4:13       |
| 5. | «Mixtape#2»                        | Stray Kids | Stray Kids                                  | Бан Чан (3Racha)            | 4:52       |
| 6. | «Mixtape#3»                        | Stray Kids | Stray Kids                                  | Бан Чан (3Racha) Doplamingo | 4:18       |
| 7. | «Mixtape#4»                        | Stray Kids | Stray Kids                                  | Бан Чан (3Racha) Versachoi  | 3:51       |

Запис та управління
- Редагування вокалу
  - Rcave Sound (композиція 1)
- Запис
  - The Vibe Studio (всі, крім композиції 4)
  - Prelude Studio (композиція 3)
  - JYPE Studios (композиція 4)
- Зведення
  - Rcave Sound (композиції 1, 6)
  - The Ninja Beat Club (композиція 2)
  - Blackboots Studio (композиція 3)
  - Studio DDeepKICK (композиція 4)
  - JYPE Studios (композиція 5)
  - Nonhyundong Studio (композиція 7)
- Освоєння
  - Honey Butter Studio (всі, крім композиції 2, 7)
  - Becker Mastering, Pasadena, CA (композиція 2)
  - 821 Sound (композиція 7)

Особисті
- Бан Чан (3Racha) — лірика (всі композиції), музика, беквокал (всі, крім композиції 1), аранжування (композиції 5, 6, 7), комп'ютерне програмування (композиція 5), всі інструменти (композиція 7)
- Чанбін (3Racha)  – лірика (всі композиції), музика (всі, крім композиції 1), беквокал (композиції 2, 3, 5)
- Хан (3Racha) — лірика (всі композиції), музика (всі, крім композиції 1), беквокал (всі, крім композиції 1, 7)
- Уджин — лірика, музика (композиції 4, 5, 6, 7), беквокал (композиції 3, 4, 5, 6)
- Лі Ноу — лірика (композиції 4, 5, 6, 7), музика (композиції 5, 6, 7), беквокал (композиції 4, 5)
- Хьонджин — лірика (композиції 4, 5, 6, 7), музика (композиції 5, 6, 7), беквокал (композиція 5)
- Фелікс — лірика (композиції 4, 5, 6, 7), музика (композиції 5, 6, 7), беквокал (композиція 5)
- Синмін — лірика (композиції 4, 5, 6, 7), музика (композиції 5, 6, 7), беквокал (композиції 3, 4, 5, 7)
- Ай'Ен — лірика (композиції 4, 5, 6, 7), музика (композиції 5, 6, 7), беквокал (композиції 2, 5)
- Matthew Tishler[21] — музика, аранжування, всі інструменти, комп'ютерне програмування (композиція 1)
- Andrew Underberg[22] — музика (композиція 1)
- Crash Cove[23] — музика, аранжування, всі інструменти, комп'ютерне програмування (композиція 1)
- TAK[24] — музика, аранжування, всі інструменти, комп'ютерне програмування (композиція 2)
- 1Take[25] — музика, аранжування, всі інструменти, комп'ютерне програмування, беквокал (композиція 2)
- TIME[26] — музика, аранжування, клавіатура (композиція 3)
- GRVVITY[27] — музика, аранжування, клавіатура (композиція 3)
- collapsedone[28] — аранжування, комп'ютерне програмування, синтезатор, фортепіано, бас (композиція 4)
- Doplamingo — аранжування, комп'ютерне програмування, акустична гітара, клавіатура, програмування на барабанах, бас (композиція 6)
- Cash Pie — електрогітара (композиція 6)
- Hansu Jang[29] — редагування вокалу (композиція 1), запис (композиції 1, 3, 6), зведення/ассистент (композиція 1), зведення (композиція 6)
- Jeong Jae-Won — гітара (композиція 5)
- Versachoi — аранжування, всі інструменти, комп'ютерне програмування (композиція 7)
- YUE — редагування вокалу (композиції 3, 6)
- Lee Sang-yeob[30] — запис (композиції 2, 7)
- Lee Chang Sun[31] — запис (композиція 3)
- Minji Noh[32] — запис (композиція 4)
- Kwak Jung-Shin[33] — запис (композиція 5)
- Jung Mo Yeon[34] — запис (композиція 5)
- Eun-Yi Hong — запис (композиція 5)
- Bill Zimmerman[35] — додаткова інженерія (композиція 2)
- Jiyoung Shin NYC[36] — додаткове редагування (композиції 4, 5)
- Lee Tae-Sub[37] — зведення (композиції 1, 5)
- Phil Tan[38] — зведення (композиція 2)
- 신성 — зведення (композиція 3)
- Yoo Won Kwon[39] — зведення (композиція 4)
- Hongjin Lim[40] — зведення (композиції 5, 7)
- Sehee Um — зведення/ассистент (композиція 7)
- Dale Becker[41] — освоєння (композиція 2)
- Mandy Adams[42] — освоєння/ассистент (композиція 2)
- Park Jung-Uh[43] — освоєння (всі, крім композиції 2, 7)
- Kwon Nam-woo[44] — освоєння (композмція 7)

## Формати
Фізичний альбом вийшов у декількох версіях: LIMITED ver., стандартна версія Clé 2ver. та Yellow Wood ver.

### Фізичний
| LIMITED ver.                 | Clé 2 ver., Yellow Wood ver. | Попереднє замовлення |
| ---------------------------- | ---------------------------- | -------------------- |
| ● Обкладинка                 | ● Фотокнига                  | ● Одна фотокартка    |
| ● Фотокнига                  | ● CD диск                    | ● Один плакат        |
| ● CD диск                    | ● Три qr-фотокартки          | ● Одне фото          |
| ● Три qr-фотокартки          |                              |                      |
| ● Набір командних фотокарток |                              |                      |
| ● Наліпки                    |                              |                      |

### Цифровий
| ● Цифрове зображення обкладинки |
| ● Сім цифрових композицій       |

## Чарти
| Чарти (2019)                                | Найвища Позиція |
| ------------------------------------------- | --------------- |
| Франція French Download Albums (SNEP)       | 69              |
| Японія Japanese Albums (Oricon)             | 17              |
| Японія Japanese Download Albums (Billboard) | 86              |
| Польща Polish Albums (ZPAV)                 | 12              |
| Південна Корея South Korean Albums (Gaon)   | 2               |
| Іспанія Spanish Albums (PROMUSICAE)         | 93              |
| США US Heatseekers Albums (Billboard)       | 17              |
| США US World Albums (Billboard)             | 9               |

| Чарти (2019)                              | Найвища Позиція |
| ----------------------------------------- | --------------- |
| Південна Корея South Korean Albums (Gaon) | 38              |

## Сертифікації
| Регіон                                             | Сертифікація | Продажі  |
| -------------------------------------------------- | ------------ | -------- |
| Південна Корея (KMCA)                              | Платиновий   | 250 000^ |
| ^відвантаження, що базуються лише на сертифікаціях |              |          |

## Оцінка критиків
| Критика/Публікації | Список                          | Композиція     | Рейтинг | Прим.  |
| ------------------ | ------------------------------- | -------------- | ------- | ------ |
| Dazed              | The 20 best K-pop songs of 2019 | «Side Effects» | 1       | [ 56 ] |

## Нотатки
1. 1 2 3 4 5 6 7  Unveil - дослівний переклад укр. — «розкрити», «урочисто відкривати», «оприлюднити». У випадку Stray Kids означає публікацію короткого відео, який розкриває частково тему майбутньої композиції.
2. ↑  Цікаво, що ця композиція могла бути заголовною для одного із попередніх мініальбомів.
3. ↑  Композиція була створена ще під час роботи над «My Pace».
4. ↑  3Racha стилізується як 3RACHA - мається на увазі, що всі учасники (Бан Чан, Чанбін, Хан) продюсерського юніту брали участь.
5. ↑  Обкладинка, фотокнига розміром 18 см × 25,5 см (плюс спеціальна сторінка з одним із учасників, версія випадкова); qr-фотокартки розміром 5,5 × 8,5 см (три із сорока п'яти, версія випадкова); набір командних фотокарт розміром 5,5 × 8,5 см (один із двох, версія випадкова); наліпки розміром 15 × 20 см.
6. ↑  Фотокнига розміром 18 см × 25,5 см (плюс спеціальна сторінка з одним із учасників, версія випадкова); qr-фотокартки розміром 5,5 × 8,5 см (три із сорока п'яти, версія випадкова).
7. ↑  Крім стандартного наповнення в період попереднього замовлення можна було отримати одну фотокартку розміром 7 × 10 см (одна із дев'яти, версія випадкова), плакат розміром 76,2 × 52,5 см (один із трьох, версія випадкова), фото розміром 10 × 15 см (одне із дев'яти, версія випадкова).